# Giải vô địch bóng đá nữ Nam Mỹ 2018
Giải vô địch bóng đá nữ Nam Mỹ 2018 là mùa giải thứ tám của Giải vô địch bóng đá nữ Nam Mỹ. Giải đấu diễn ra từ ngày 4 đến 22 tháng 4 năm 2018 tại Chile.
Giải đấu đóng vai trò là vòng loại khu vực Nam Mỹ của Giải vô địch bóng đá nữ thế giới 2019 ở Pháp. Giải được trao hai suất vào thẳng vòng chung kết cùng một suất play-off (với đội xếp thứ tư CONCACAF). Ngoài ra giải cũng là vòng loại một vị trí vòng loại bóng đá nữ Thế vận hội Mùa hè 2020 (1 suất vào thẳng và 1 suất với đội của châu Phi) tại Nhật Bản, và giải bóng đá nữ Pan American Games 2019 (ba suất cho các đội từ thứ ba tới thứ năm) ở Lima.
Brasil bảo vệ thành công danh hiệu của họ chiến thắng tất cả các trận đấu. Đây là danh hiệu Copa América Femenina thứ bảy của đội tuyển bóng đã nữ Brasil.

## Lựa chọn chủ nhà
Chile đã được đặt làm chủ nhà vào tháng 4 năm 2017 và được công bố vào ngày 21 tháng 7 năm 2017. 

## Các đội tuyển tham gia giải đấu
Tất cả mười đội tuyển quốc gia thành viên CONMEBOL được tham gia giải đấu
| Đội              | Số lần xuất hiện | Thành tích tốt nhất                          | Hạng FIFA khi bắt đầu giải đấu |
| ---------------- | ---------------- | -------------------------------------------- | ------------------------------ |
| Argentina        | Lần 7            | Vô địch (2006)                               | 37                             |
| Bolivia          | Lần 7            | Hạng 5 (1995)                                | 84                             |
| Brasil (holders) | Lần 8            | Vô địch (1991, 1995, 1998, 2003, 2010, 2014) | 8                              |
| Chile (chủ nhà)  | Lần 8            | Á quân (1991)                                | 40                             |
| Colombia         | Lần 6            | Á quân (2010, 2014)                          | 24                             |
| Ecuador          | Lần 7            | Hạng 3 (2014)                                | Chưa xếp hạng                  |
| Paraguay         | Lần 6            | Hạng 4 (2006)                                | 50                             |
| Perú             | Lần 6            | Hạng 3 (1998)                                | 59                             |
| Uruguay          | Lần 6            | Hạng 3 (2006)                                | 68                             |
| Venezuela        | Lần 7            | Hạng 3 (1991)                                | 64                             |

## Địa điểm
Vào ngày 25 tháng 10 năm 2017, ANFP đã thông báo rằng 3 thành phố sẽ tổ chức giải đấu, tất cả đều thuộc Vùng Coquimbo.
Vào ngày 28 tháng 3 năm 2018, CONMEBOL đã thông báo rằng thành phố Ovalle sẽ không còn tổ chức các trận đấu nữa và các trận đấu ban đầu sẽ được chơi tại Estád Diaguita vào ngày 8 và 11 tháng 4 sẽ được chuyển đến La Serena và Coquimbo
| Estadio La Portada               | Estadio Municipal Francisco Sánchez Rumoroso |
| Sức chứa: 18,243                 | Sức chứa: 18,750                             |
| Tập tin:La Portada La Serena.jpg |                                              |

## Bốc thăm
Lễ bốc thăm của giải đấu được tổ chức vào ngày 1 tháng 3 năm 2018, 13:00 CLST (UTC 3), tại phòng họp ANFP ở Santiago, Chile. Mười đội được rút ra thành hai nhóm năm đội. Đội chủ nhà Chile và đương kim vô địch Brazil lần lượt được xếp vào nhóm A và B, trong khi các đội còn lại được xếp vào bốn hạt giống theo kết quả của họ trong Copa América Femenina 2014. 
| Hạt giống                          | Hạt giống 1        | Hạt giống 2          | Hạt giống 3         | Hạt giống 4    |
| ---------------------------------- | ------------------ | -------------------- | ------------------- | -------------- |
| Chile (Group A) · Brasil (Group B) | Colombia · Ecuador | Argentina · Paraguay | Uruguay · Venezuela | Perú · Bolivia |

## Đội hình
Mỗi đội có thể đăng ký tối đa 22 cầu thủ (ba trong số đó phải là thủ môn).

## Trọng tài
Tổng cộng có 12 trọng tài và 20 trợ lý trọng tài đã được chọn cho giải đấu

## Vòng một
Ở vòng một, tất cả các đội được xếp hạng qua điểm (3 điểm cho 1 trận thắng, 1 điểm cho một trận hòa, 0 điểm cho một trận thua). Các thức xếp hạng được tính theo các mục sau:
1. Điểm;
2. Hiệu số;
3. Bàn thắng ghi được
4. Bốc thăm.

2 đội đứng đầu bảng sẽ được vào vòng 2
Tất cả thời gian được tính theo giờ địa phương. (UTC−3).

### Bảng A
| VT | Đội          | ST | T | H | B | BT | BB | HS  | Đ  | Giành quyền tham dự |
| -- | ------------ | -- | - | - | - | -- | -- | --- | -- | ------------------- |
| 1  | Colombia (H) | 4  | 3 | 1 | 0 | 16 | 2  | +14 | 10 | Vòng 2              |
| 2  | Chile        | 4  | 2 | 2 | 0 | 8  | 2  | +6  | 8  | Vòng 2              |
| 3  | Paraguay     | 4  | 2 | 1 | 1 | 7  | 7  | 0   | 7  | Pan America 2019    |
| 4  | Uruguay      | 4  | 0 | 1 | 3 | 2  | 11 | −9  | 1  |                     |
| 5  | Perú         | 4  | 0 | 1 | 3 | 1  | 12 | −11 | 1  |                     |

Source: CONMEBOL
| Colombia                                                                | 7–0      | Uruguay |
| ----------------------------------------------------------------------- | -------- | ------- |
| - Usme 2', 45+1', 57', 90+2' - Montoya 17' - Rincón 43' - Echeverri 58' | Chi tiết |         |

| Chile      | 1–1      | Paraguay         |
| ---------- | -------- | ---------------- |
| - Aedo 62' | Chi tiết | - Villamayor 53' |

| Paraguay                                     | 3–0      | Perú |
| -------------------------------------------- | -------- | ---- |
| - Peña 70' - J. Martínez 84' - Peralta 90+3' | Chi tiết |      |

| Chile      | 1–1      | Colombia   |
| ---------- | -------- | ---------- |
| - Sáez 79' | Chi tiết | - Usme 49' |

| Uruguay      | 1–1      | Perú           |
| ------------ | -------- | -------------- |
| - Badell 58' | Chi tiết | - Martínez 37' |

| Colombia                                       | 5–1      | Paraguay        |
| ---------------------------------------------- | -------- | --------------- |
| - Usme 41', 56', 65' - Ospina 70' - Santos 81' | Chi tiết | - Cortaza 90+2' |

| Colombia                                | 3–0      | Perú |
| --------------------------------------- | -------- | ---- |
| - Usme 23' - Santos 54' - Echeverri 83' | Chi tiết |      |

| Chile       | 1–0      | Uruguay |
| ----------- | -------- | ------- |
| - Rojas 79' | Chi tiết |         |

| Paraguay                          | 2–1      | Uruguay      |
| --------------------------------- | -------- | ------------ |
| - J. Martínez 36' - Peralta 90+2' | Chi tiết | - Ramírez 1' |

| Perú | 0–5      | Chile                                              |
| ---- | -------- | -------------------------------------------------- |
|      | Chi tiết | - Aedo 28', 65' - López 38' - Lara 62' - Rojas 85' |

### Bảng B
| VT | Đội       | ST | T | H | B | BT | BB | HS  | Đ  | Giành quyền tham dự |
| -- | --------- | -- | - | - | - | -- | -- | --- | -- | ------------------- |
| 1  | Brasil    | 4  | 4 | 0 | 0 | 22 | 1  | +21 | 12 | Vòng 2              |
| 2  | Argentina | 4  | 3 | 0 | 1 | 12 | 6  | +6  | 9  | Vòng 2              |
| 3  | Venezuela | 4  | 2 | 0 | 2 | 9  | 6  | +3  | 6  |                     |
| 4  | Bolivia   | 4  | 1 | 0 | 3 | 1  | 18 | −17 | 3  |                     |
| 5  | Ecuador   | 4  | 0 | 0 | 4 | 3  | 16 | −13 | 0  |                     |

| Ecuador | 0–1      | Venezuela         |
| ------- | -------- | ----------------- |
|         | Chi tiết | - Castellanos 85' |

| Brasil                                                    | 3–1      | Argentina    |
| --------------------------------------------------------- | -------- | ------------ |
| - Bia Zaneratto 17' - Cristiane 57' (ph.đ.) - Debinha 90' | Chi tiết | - Banini 54' |

| Argentina                                   | 3–0      | Bolivia |
| ------------------------------------------- | -------- | ------- |
| - Jaimes 33' (ph.đ.), 39' - Larroquette 71' | Chi tiết |         |

| Brasil | 8–0      | Ecuador |
| --- | -------- | ------- |
| - Cristiane 10', 90+2' - Bia Zaneratto 21', 81' - Andressinha 48' - Formiga 65' - Rafaelle 70' - Debinha 86' | Chi tiết |         |

| Venezuela                                                                    | 8–0      | Bolivia |
| ---------------------------------------------------------------------------- | -------- | ------- |
| - Castellanos 23', 49', 55', 90+3' (ph.đ.) - Viso 63', 65', 89' - Altuve 74' | Chi tiết |         |

| Ecuador                                             | 3–6      | Argentina                                                                           |
| --------------------------------------------------- | -------- | ----------------------------------------------------------------------------------- |
| - Vásquez 20' - Rodríguez 37' (ph.đ.) - Fajardo 76' | Chi tiết | - Banini 2' - Larroquette 8' - Bravo 10' - Jaimes 41' - Bonsegundo 45' (ph.đ.), 85' |

| Ecuador | 0–1      | Bolivia             |
| ------- | -------- | ------------------- |
|         | Chi tiết | - Morón 68' (ph.đ.) |

| Brasil                                            | 4–0      | Venezuela |
| ------------------------------------------------- | -------- | --------- |
| - Mônica 10' - Bia Zaneratto 38', 72' - Marta 82' | Chi tiết |           |

| Argentina                                 | 2–0      | Venezuela |
| ----------------------------------------- | -------- | --------- |
| - Jaimes 44' (ph.đ.) - Banini 61' (ph.đ.) | Chi tiết |           |

| Bolivia | 0–7      | Brasil                                                                                       |
| ------- | -------- | -------------------------------------------------------------------------------------------- |
|         | Chi tiết | - Érika 3', 65' - Andressinha 17', 54' - Andressa Alves 41' - Millene 80' - Aline Milene 82' |

### Xếp hạng đội hạng 3
Đội có thứ hạng 3 tốt nhất sẽ tham gia đại hội thể thao châu Mỹ Pan America 2019.
| VT | Bg | Đội       | ST | T | H | B | BT | BB | HS | Đ | Giành quyền tham dự |
| -- | -- | --------- | -- | - | - | - | -- | -- | -- | - | ------------------- |
| 1  | A  | Paraguay  | 4  | 2 | 1 | 1 | 7  | 7  | 0  | 7 | Pan American 2019   |
| 2  | B  | Venezuela | 4  | 2 | 0 | 2 | 9  | 6  | +3 | 6 |                     |

## Vòng 2
Ở vòng hai, các đội được xếp hạng qua điểm (3 điểm cho 1 trận thắng, 1 điểm cho một trận hòa, 0 điểm cho một trận thua). Các thức xếp hạng được tính theo các mục sau:
1. Điểm;
2. Hiệu số;
3. Bàn thắng ghi được
4. Chỉ số Fair play(thẻ vàng đầu tiên:-1 điểm, 2 thẻ vàng/thẻ đỏ:-3 điểm, 1 thẻ đỏ trực tiếp:-4điểm, 1 thẻ vàng + 1 thẻ đỏ trực tiếp:-5 điểm
5. Bốc thăm.

| VT | Đội        | ST | T | H | B | BT | BB | HS | Đ | Giành quyền tham dự                                                                                      |
| -- | ---------- | -- | - | - | - | -- | -- | -- | - | --- |
| 1  | Brasil (C) | 3  | 3 | 0 | 0 | 9  | 1  | +8 | 9 | Giải vô địch bóng đá nữ thế giới 2019 và Bóng đá tại Thế vận hội Mùa hè 2020                             |
| 2  | Chile (H)  | 3  | 1 | 1 | 1 | 5  | 3  | +2 | 4 | Giải vô địch bóng đá nữ thế giới 2019 và Playoff xuyên lục địa CAF-CONMEBOL tại Thế vận hội Mùa hè 2020  |
| 3  | Argentina  | 3  | 1 | 0 | 2 | 3  | 8  | −5 | 3 | Playoff xuyên lục địa CONCACAF và CONMEBOL tại giải vô địch bóng đá nữ thế giới 2019 và Pan America 2019 |
| 4  | Colombia   | 3  | 0 | 1 | 2 | 1  | 6  | −5 | 1 | Pan America 2019                                                                                         |

| Colombia      | 1–3      | Argentina                                   |
| ------------- | -------- | ------------------------------------------- |
| - Salazar 31' | Chi tiết | - Bonsegundo 50' - Jaimes 66' - Coronel 70' |

| Brasil                                       | 3–1      | Chile       |
| -------------------------------------------- | -------- | ----------- |
| - Mônica 21' - Bia Zaneratto 25' - Thaís 34' | Chi tiết | - López 63' |

| Brasil                                     | 3–0      | Argentina |
| ------------------------------------------ | -------- | --------- |
| - Cristiane 47' - Thaisa 52' - Debinha 78' | Chi tiết |           |

| Colombia | 0–0      | Chile |
| -------- | -------- | ----- |
|          | Chi tiết |       |

| Chile                                                       | 4–0      | Argentina |
| ----------------------------------------------------------- | -------- | --------- |
| - Sáez 8' - Hernández 24' - Barroso 40' (l.n.) - Lara 90+2' | Chi tiết |           |

| Brasil                                   | 3–0      | Colombia |
| ---------------------------------------- | -------- | -------- |
| - Mônica 29', 71' - Clavijo 45+2' (l.n.) | Chi tiết |          |

## Người ghi bàn
Đã có 99 bàn thắng ghi được trong 26 trận đấu, trung bình 3.81 bàn thắng mỗi trận đấu.
9 bàn thắng
- Catalina Usme

6 bàn thắng
- Bia Zaneratto

5 bàn thắng
- Sole Jaimes
- Deyna Castellanos

4 bàn thắng
- Cristiane
- Mônica

3 bàn thắng
- Estefanía Banini
- Florencia Bonsegundo
- Andressinha
- Debinha
- Yanara Aedo
- Ysaura Viso

2 bàn thắng
- Mariana Larroquette
- Érika
- Francisca Lara
- Yesenia López
- María José Rojas
- Camila Sáez
- Isabella Echeverri
- Leicy Santos
- Jéssica Martínez
- Amada Peralta

1 bàn thắng
- Ruth Bravo
- Mariela Coronel
- Janeth Morón
- Aline Milene
- Andressa Alves
- Formiga
- Marta
- Millene
- Rafaelle
- Thaís
- Thaisa
- Maryorie Hernández
- Daniela Montoya
- Diana Ospina
- Yoreli Rincón
- Liana Salazar
- Suany Fajardo
- Ingrid Rodríguez
- Erika Vásquez
- Damia Cortaza
- Liz Peña
- Gloria Villamayor
- Gretta Martínez
- Yamila Badell
- Sindy Ramírez
- Oriana Altuve

1 bàn phản lưới nhà
- Agustina Barroso (trước Chile)
- Ángela Clavijo (trước Brazil)

## Giải thưởng
| Nhà vô địch Giải vô địch bóng đá nữ Nam Mỹ 2018 |
| ----------------------------------------------- |
| · Brasil · Lần thứ bảy                          |

- Vua phá lưới:  Catalina Usme (9 bàn thắng)
- Đội đoạt giải phong cách:  Chile

## Các đội vượt qua vòng loại các giải bóng đá nữ quốc tế

### Những đội vượt qua vòng loại Giải vô địch bóng đá nữ thế giới 2019.
Những đội sau từ CONMEBOL đã vượt qua vòng loại cho Giải vô địch bóng đá nữ thế giới 2019. Đội tuyển Argentina đã vượt qua vòng play-off trước đội tuyển hạng 4 trong Giải vô địch bóng đá nữ CONCACAF, Panama.
| Đội       | Vượt qua vòng loại vào ngày | Những lần tham dự trước đó1                  |
| --------- | --------------------------- | -------------------------------------------- |
| Brasil    | 19 tháng 4 năm 2018         | 7 (1991, 1995, 1999, 2003, 2007, 2011, 2015) |
| Chile     | 22 tháng 4 năm 2018         | 0 (lần đầu)                                  |
| Argentina | 13 tháng 11 năm 2018        | 2 (2003, 2007)                               |

1 In đậm chỉ đội đó vô địch, in nghiêng chỉ chủ nhà của năm đó

### Những đội vượt qua vòng loại của bóng đá tại Thế Vận Hội Mùa Hè 2020.
Những đội sau từ CONMEBOL đã vượt qua vòng loại của bóng đá tại Thế vận hội mùa hè 2020. Đội tuyển Chile có thể vượt qua vòng loại nếu họ chiến thắng Playoff xuyên lục địa CAF và CONMEBOL tại Thế vận hội mùa hè 2020(bóng đá) trước đội hạng 2 của giải vô địch bóng đá nữ châu Phi.
| Đội    | Vượt qua vòng loại vào ngày | Những lần tham dự trước đó             |
| ------ | --------------------------- | -------------------------------------- |
| Brasil | 22 tháng 4 năm 2018         | 6 (1996, 2000, 2004, 2008, 2012, 2016) |

2 In đậm chỉ đội đó vô địch, in nghiêng chỉ chủ nhà của năm đó

### Những đội vượt qua vòng loại của bóng đá tại Đại hội thể thao châu Mỹ 2019
Những đội tuyển sau từ CONMEBOL đã vượt qua vòng loại bóng đá tại Pan America 2019, bao gồm cả Peru vượt qua vòng loại với tư cách.
| Đội       | Vượt qua vòng loại vào ngày | Những lần tham dự trước đó3 |
| --------- | --------------------------- | --------------------------- |
| Perú      | 11 tháng 10 năm 2013        | 0 (lần đầu)                 |
| Paraguay  | 13 tháng 4 năm 2018         | 1 (2007)                    |
| Argentina | 22 tháng 4 năm 2018         | 4 (2003, 2007, 2011, 2015)  |
| Colombia  | 22 tháng 4 năm 2018         | 2 (2011, 2015)              |

3 In đậm chỉ đội đó vô địch, in nghiêng chỉ chủ nhà của năm đó